# Майкараган волжский
Майкарага́н во́лжский (лат. Calóphaca wolgárica) — типовой вид рода Майкараган (Calophaca) семейства Бобовые (Fabaceae).

## Ботаническое описание
Кустарник или кустарничек 20—100 см высотой. Стебли густо опушены желтоватыми простыми и железистыми волосками. Листья сложные, непарноперистые, 5—6 см длиной, состоят из 13—17 яйцевидных, округлых или овально-округлых листочков.
Цветки зигоморфные, мотылькового типа, пятичленные, жёлтые, 22—25 мм длиной, в малоцветковых (по 4—8 цветков) кистях. Цветоносы около 10 см длиной, выше листьев.
Плоды — цилиндрические красноватые или желтоватые кожистые сухие бобы, 2—3 см длиной, покрытые железистыми щетинками. В семенах содержится аминокислота S-канаванин.

## Распространение и местообитание
Эндемик восточного Причерноморья, нижней Волги и Предкавказья. В России произрастает на Нижнем Дону (Ростовская область) и в Нижнем Поволжье (Саратовская, Волгоградская, северная часть Астраханской области и Республика Калмыкия), раньше также встречался в Ульяновской области и Ставропольском крае. За пределами России вид ещё более редок, эпизодически встречается в степях Западного Казахстана и Украины.
Произрастает в степях, по степным каменистым склонам, опушкам сосняков или в кустарниковых зарослях по балкам и оврагам.

## Охрана
Вид внесён в Красную книгу Российской Федерации, а также регионов: Волгоградской области, Республики Дагестан, Республики Калмыкия, Краснодарского края, Оренбургской и Ростовской областей, Ставропольского края. Вне России включён в Красную книгу Республики Казахстан, Украины и Донецкой области Украины.
Причинами малой численности вида считаются низкая скорость размножения, медленное развитие и хозяйственная деятельность человека.

## Хозяйственное значение и применение
Листья хорошо поедается скотом, молодые побеги козами и овцами. Семена пригодны для откорма домашней птицы.

## Синонимика
- Adenocarpus wolgensis Spreng.
- Colutea wolgarica (L.f.) Lam.
- Cytisus an-nigricans Pall.
- Cytisus pinnatus Pall.
- Cytisus wolgaricus L.f.[7]